# B Gata H Kei
B Gata H Kei (яп. B型H系 Би: гата этти кэй) — манга (ёнкома) авторства Ёко Санри, публиковавшаяся в журнале Young Jump с 2004 по 2011 год. В сентябре 2007 года по сюжету манги был выпущен Drama CD. В период с 1 апреля по 17 июня 2010 года был проведён показ аниме-сериала по сюжету произведения. Выход DVD и BluRay версий сериала без цензуры состоялся 6 августа 2010 года.

## Сюжет
Действия разворачиваются вокруг 15-летней Ямады, недавно перешедшей в старшую школу, где она мечтает иметь до 100 любовников. Однако её смущает тот факт, что она девственница, поэтому она решает найти неопытного мальчика, с которым она была бы в равных условиях. Однажды в книжном магазине ей помог Косуда Такаси, простой скромный парень. Полагая, что он подходящая кандидатура, Ямада различными способами пытается соблазнить его.

## Персонажи

### Семья Ямады
Ямада (яп. 山田) — главная героиня сериала. Извращенка. В начале повествования ей 15 лет, учится в первом классе старшей школы. Очень красивая, постоянно привлекает внимание окружающих, однако переживает по поводу размера своей груди (у неё размер B). Её настоящее имя неизвестно. Любит предаваться иллюзиям эротического плана. В её мечтах иметь 100 любовников, но на практике любовные дела идут гораздо хуже, и она ещё девственница. Является весьма одарённой, в учёбе и спорте дела идут отлично, но в готовке слаба. Влюблена в Косуду, но утверждает, что это не так.
Сэйю: Юкари Тамура
Тика Ямада (яп. 山田 チカ Ямада Тика) — младшая сестра Ямады, в отличие от которой не помешана на всяких извращённых мыслях. Несмотря на это, меняет парней как перчатки и зачастую использует ум, чтобы добиться того, что ей нужно.
Сэйю: Асами Симода

### Семья Косуды
Такаси Косуда (яп. 小須田 崇 Косуда Такаси) — самый обычный, ничем не выдающийся японский школьник. Одноклассник Ямады, которому "выпала честь" стать её первым любовником. Так же, как и она, является девственником. Большой популярностью он не пользовался (несмотря на то, что он довольно симпатичен), поэтому в любовных делах он на редкость бесчувственен. Секс его не особо интересует, но со слов его сестры известно, что у него имеется порнография. Всегда готов прийти на помощь. Является членом фотокружка. Влюблён в Ямаду.
Сэйю: Ацуси Абэ
Кадзуки Косуда (яп. 小須田 香月 Косуда Кадзуки) — старшая сестра Такаси, старше его на 4 года. Учится в институте. С детских лет обладает мужским характером, поэтому порой оказывается объектом любви девочек. В частности, была первой любовью Мияно (которая тогда думала, что Кадзуки — мальчик); но и сейчас получает «валентинки» от девочек. Над Такаси и его любовными делами часто посмеивается, но на самом деле заботится о нём, как сестра.
Сэйю: Мамико Ното

### Семья Канэдзё
Кёка Канэдзё (яп. 金城京香 Канэдзё: Кё:ка) — переведшаяся в класс Ямады одзё-сама. На первый взгляд скромная, но на самом деле очень гордая, считает себя самой красивой. После того, как на школьном празднике проиграла Ямаде, стала воспринимать её, как соперницу, хотя характеры у них похожие. Этому способствовало ещё и то, что она любит своего старшего брата. У неё даже к мобильному телефону подвешена его фигурка. После того, как брат признался в любви Ямаде, с горя три дня провалялась в постели.
Сэйю: Ю Кобаяси
Кэйити Канёдзё (яп. 金城 圭一 Канэдзё: Кэйити) — старший брат Канэдзё, обучавшийся в американском университете и вернувшийся в Японию. Он очень привлекателен, в связи с чем является объектом почитания многих девушек. Симпатизирует Ямаде, но добиться её внимания не может. На замечание девушки, что ей «нужен девственник», ответил, что является таковым, но получил отказ.

### Другие
Михару Такэсита (яп. 竹下 美春 Такэсита Михару) — подруга Ямады со средней школы, периодически её «подкалывающая». В отличие от Ямады, не думает только о сексе, тем не менее, у неё уже парень (Мацуо Дайсукэ, на 2 года старше её), так что она уже имеет определённый опыт, но говорить об этом она стесняется. При этом Ямада консультируется с ней по своим интимным вопросам.
Сэйю: Юи Хориэ
Маю Мияно (яп. 宮野 まゆ Мияно Маю) — подруга детства Косуды. С первого класса младшей школы, когда Такаси похвалил её кулинарные способности, старается ему понравиться, но он её усилий не замечает. С Ямадой она должна бы быть соперницей, но по какой-то причине они — подруги. Имеет большую грудь, которую Ямада сравнивает по величине с Фудзиямой. Девственница. Очень добрый человек, по выходным ходит в дом престарелых ухаживать за стариками.
Сэйю: Кана Ханадзава

## Медиа

### Манга
Серия, написанная и проиллюстрированная Ёко Санри выходит в журнале Weekly Young Jump с 2003 года. Первый танкобон выпущен 18 февраля 2005 года, последний, девятый, — 18 марта 2011 года.
Кроме Японии, манга лицензирована в Тайване компанией Sharp Point Press.
| № | Дата публикации      | ISBN                   |
| - | -------------------- | ---------------------- |
| 1 | 18 февраля 2005 года | ISBN 4-08-876756-X     |
| 2 | 19 января 2006 года  | ISBN 4-08-877021-8     |
| 3 | 19 октября 2006 года | ISBN 4-08-877154-0     |
| 4 | 19 июня 2007 года    | ISBN 978-4-08-877278-3 |
| 5 | 23 апреля 2008 года  | ISBN 978-4-08-877411-4 |
| 6 | 22 апреля 2009 года  | ISBN 978-4-08-877613-2 |
| 7 | 22 марта 2010 года   | ISBN 978-4-08-877742-9 |
| 8 | 16 июля 2010 года    | ISBN 978-4-08-877899-0 |
| 9 | 18 марта 2011 года   | ISBN 978-4-08-879114-2 |

### Аниме-сериал
Открывающая композиция аниме «Oshiete A to Z» (яп. おしえて A to Z) и закрывающая «Hadashi no Princess» (яп. 裸足のプリンセス) исполнены сэйю Ямады Юкари Тамурой.
| 1 | Boy Meets Girl. Please Give Me Your 'First Time'!! (Парень встречает девушку. Сделай меня своей первой!) «Бо:и Ми:цу Гаару. Аната но 'Хадзимэтэ' Ватаси ни Тё:дай!!» (ぼーい♂みーつ♀がーる あなたの「初めて」私にちょうだい!!)                                               | 1 апреля, 2010  |
| 1 | After School Strategy! Shall We Start With A Kiss? (Стратегия после школы. Может мы начнём с поцелуя?) «Хо:каго Дайсакусэн! Ториаэдзу Кису Симасё?» (放課後大作戦!とりあえずキスしましょ?)                                                                                   | 1 апреля, 2010  |
| Ямада в поисках парня, с которым хочет лишиться девственности, выбирает скромного Косуду и начинает строить вокруг него планы. В дождливый день, спрятав его зонт, она предлагает проводить его до дома под своим. Она пытается начать его совращение, и вроде бы всё идёт по плану, однако неопытность пугает девушку, и она в страхе бежит домой. | |                 |
| 2 | I Know! Let's Go to the Pool. You Want to See My Swimsuit Don't You! (Я знаю! Пойдём в бассейн. Ведь ты хочешь увидеть мой купальник!) «Со: да! Пу:ру ни Ико:. Ватаси но Мидзуги, Митай ё нэ!» (そうだ!プールに行こう。私の水着、みたいよねっ!)                              | 8 апреля, 2010  |
| 2 | A Rival Appears! Who is That F Cup!? (Появляется соперница. Кто это такая с шестым размером?) «Райбару Сюцугэн! Дарэ ё? Ано F Каппу!?» (ライバル出現!誰よ?あのFカップ!?) | 8 апреля, 2010  |
| Ямада и Косуда отправляются в парк водных развлечений, где отдыхают вместе с Михару и её любимым Дайсукэ Мацуо. Теперь Ямада готовится к «большому моменту», для чего накупила множество презервативов. Вернувшись в школу, Ямада замечает Маю Мияно, обладающую внушительными размерами, которая, как она думает, пытается отобрать у неё Косуду. Однако оказывается, что это его соседка, и их семьи дружат. | |                 |
| 3 | Quickie in the Dark Room! Somewhat Dangerous Club Activities!? (Сближение в тёмной комнате. Немного опасная деятельность клуба.) «Ансицу дэ Кю:сэккин! Тётто Кикэн на Букацудо: !?» (暗室で急接近! ちょっとキケンな部活動!?)                                                 | 2010-04-15      |
| 3 | Blazing Culture Festival! The School Queen is Yamada (Me)!! (Волнующий школьный фестиваль. Ямада — королева школы) «Моэру Бункасай! Гакуэн но Дзёо ва Коно Ямада (Ватаси)!!» (燃える文化祭! 学園の女王はこの山田（わたし）!!)                                                | 2010-04-15      |
| Косуда работает фотографом на школьном фестивале. Впоследствии он и Ямада оказываются вдвоём в комнате для фотопроявления, где в самый ответственный момент выключается свет (красный). В темноте юноша ненароком трогает её грудь, однако даже не понимает этого. В «комнате страха» Ямада наряжается приведением, надеясь что Косуда посетит этот аттракцион, однако он там не появляется. После этого она участвует в конкурсе красоты, где занимает первое место. | |                 |
| 4 | Throbbing Christmas Eve. What Does a First Kiss Taste Like? (Жаркое Рождество. Каков на вкус первый поцелуй?) «Токимэки Сэйя. Фа:суто Кусу-ттэ, Нан но Адзи?» (ときめき聖夜。ファーストキスって、なんの味?)                                                                  | 22 апреля, 2010 |
| 4 | We Can't Go Home Like This! Let's Go to the Make-out Park! (Мы не можем пойти домой! Отправляемся в парк!) «Коно Мама Дзя Каэрэнай! Итя Рабу Ко:эн ни Ико: ё!» (このままじゃ帰れない! いちゃラブ公園に行こうよ!)                                                             | 22 апреля, 2010 |
| Ямада приглашает Косуду на рождественский вечер. Его сестра пишет на бумаге план, который юноша должен исполнить на свидании. Оказавшись в тёмном переулке, оба преодолевают смущение и целуются. Ямада воспринимает это как сигнал к продолжению действия. Косуда, в свою очередь, начинает понимать, что ему нравится Ямада. Девушка отводит его в парк влюблённых,где Косуда наконец понимает, что Ямаде от него надо. Однако в самый ответственный момент они замечают подглядывающих извращенцев с фотоаппаратами, снимающих пары, что отбивает у них желание сблизиться. | |                 |
| 5 | A Valentine of Sweat and Tears! Love(?) From Yamada is Put Into It (Валентинов день сладостей и слёз! Оттенки любви Ямады.) «Асэ то Намида но Варэнтайн! Ямада ёри Ай? во Комэтэ» (汗と涙のヴァレンタイン! 山田より愛? を込めて)                                             | 29 апреля, 2010 |
| 5 | Improve the Erotic Powers! It's My First Time Feeling This Sensation... (Отточи сексуальную мощь! Это чувство для меня в новинку...) «Мигакэ эро Пава: ! Конна Канкаку, Хадзимэтэ на но...» (磨けエロパワー! こんな感覚, 初めてなの...)                                      | 29 апреля, 2010 |
| На день святого Валентина друзья обмениваются собственноручно приготовленными сладостями. Однако Косуда не получает ни одного подарка, пока сначала Маю (передала его сестре), а затем и Ямада (оставила в почтовом ящике) не дарят их тайком. Во сне Ямаде снится эро-богиня, которая утверждает, что у девушки уменьшилась сексуальная мощь. Для её увеличения Ямада решает прийти в школу без трусиков. Естественно, ничего хорошего из этого не выходит. В конце концов в таком виде её и замечает Косуда. | |                 |
| 6 | Kanejō Arrives! That Dazzle is Unforgivable! (А вот и Канэдзё! Ещё сверкающая улыбка просто бесит!) «Канэдзё:-сан га Куру! Ано Киракира га Юрусэнай!» (金城さんが来る! あのキラキラが許せない!)                                                                              | 6 мая, 2010     |
| 6 | Underneath That Rose-colored Smile... is Kanejō’s Dark Secret!! (Что скрывает прекрасная улыбка... Сокровенная тайна Канэдзё!) «Бара-иро но Эгао но Ура ни... Канэдзё: но Курой Химицу!!» (バラ色の笑顔の裏に...... 金城の黒い秘密!!)                                        | 6 мая, 2010     |
| Наступает весна. Ямада и её сверстники переходят в следующий класс. Соперницей главной героини становится Кёка Канэдзё, ранее обучавшаяся за границей, и теперь ставшая в школе «суперзвездой». Та приглашает Ямаду домой, где «обещает» найти и соблазнить её парня. Как впоследствии оказывается, Кёка влюблена в своего старшего брата, который обучается за границей (об этом знает только горничная Ичихара). Ямада принимает вызов. | |                 |
| 7 | A Huge Duel with School Swimsuits! I Definitely Won’t to Lose to You! (Дуэль в купальниках! Я ни за что тебе не уступлю!) «Сукумидзу дэ Дайкэтто: ! Анта ни Дакэ ва Дзэттай Макэнай!» (スク水で大決闘! アンタにだけは絶対負けない!)                                          | 13 мая, 2010    |
| 7 | Memories of a Summer Day... Yamada, Returns to the Wild! (Воспоминания о летнем дне... Ямада звереет!) «Нацу но Хи но Омойдэ... Ямада, Ясэй ни Каэру!» (夏の日の思いで...... 山田, 野生に帰る!)                                                                              | 13 мая, 2010    |
| Ямада и Кёка соревнуются в плавании, демонстрируя не только свои умения, но и облегающие купальники. На дистанции в бассейне быстрее всё же оказывается Канэдзё. Семьи Маю Мияно и Кодзуки Косуды устраивают совместный пикник за городом. Ямада, предполагая всякие пошлости с участием сверстников, отправляется к ним и узнаёт, что ничего подобного нет и в помине. | |                 |
| 8 | Yay, Field Trip! But We’re Not Alone Together... (Ура, школьная поездка! Но как же трудно остаться наедине!) «Ва:и, Сю:гаку Рёко: да! Футариккири ни Нарэнакутэ...» (わーーい, 修学旅行だ! 二人っきりになれなくて...)                                                        | 20 мая, 2010    |
| 8 | About Yamada, I... am in for a Confusing and Bumpy Ride! (Ямада, я... наш путь так тернист!) «Орэ, Ямада но Кото га, Су... Суттамонда но Синдо:тю:!» (俺, 山田の事が, す... すったもんだの珍道中!)                                                                           | 20 мая, 2010    |
| Класс Ямады отправляется на экскурсию в Киото, где она пытается остаться с Косудой с глазу на глаз, чтобы соблазнить его, однако ничего не выходит, даже когда они плывут в одной лодке! | |                 |
| 9 | No Way! In Front of Everyone to See... I Never Said I Hate You... (Не может быть! Прямо перед всеми... Я не говорила, что не люблю тебя) «Сонна! Минна но Митэру Маэ дэ... Кирай Нантэ Иттэнай Дзян... Аки» (そんな! みんなの見てる前で... 嫌いなんて言ってないじゃん... 秋) | 27 мая, 2010    |
| 9 | Hold an Athletic Festival! Just Do Whatever You Like... (Спортивный фестиваль! Делай как знаешь...) «Таи:кусай ни Какэро! Суки ни Сурэба И:н Дзян... Аки» (体育祭にかけろ! 好きにすればいいじゃん... 秋)                                                                     | 27 мая, 2010    |
| Косуда, сам того не ожидая, в присутствии всего класса признаётся Ямаде в любви, однако краснея та поначалу отвергает его. Однако несколько спустя, она говорит ему, что «не не любит его», что юноша воспринимает как ответное признание. Классный руководитель объявляет о скором начале школьного спортивного фестиваля, который посещает брат Кёко, Кэйити Канэдзё, и которому сразу приглядывается Ямада. Косуда планирует пригласить её на ещё одно свидание. | |                 |
| 10 | The Kanejō Family. The Celebrity Brother’s Dazzling Secret! (Семья Канэдзё. Важный секрет сердцееда!) «Канэдзё:-кэ но Итидзоку. Сэрэбу на Ани но Киракира на Химицу!» (金城家の一族. セレブな兄のキラキラな秘密!)                                                            | 3 июня, 2010    |
| 10 | Falling in Love? Don’t Lay a Hand on My Man (Kosuda)!! (На пути к любви? Руки прочь от моего Косуды!) «Кой Суру Тотю: ? Ватаси но Отоко (Косуда) ни Тэ во Дасу на!!» (恋する途中? 私の男（コスダ）に手を出すな!!)                                                            | 3 июня, 2010    |
| Кэйити встречает Косуду и Ямаду на их свидании и напрашивается вместе с ним посетить закусочную. В пылу импульсивности Ямада признаётся, что ей нужен девственник — Кэйити заявляет, что готов «дать всё что ей надо», чем вызывает всеобщее удивление. Кёко приглашает Косуду к себе домой, где пытается его соблазнить, однако это ей не удаётся по вине горничной и... Ямады! | |                 |
| 11 | Year 2 Class H's Christmas Party. Take Me to the Bed (Рождественская вечеринка. Затащи меня в постель!) «Ни нэн этти гуми но курисумасу ибу атаси во бэтто ни цурэтэттэ» (2年目クラスの Hのクリスマスパーティー。ベッドにテイクミー)                                         | 10 июня, 2010   |
| 11 | Kanejō-san is Watching. A "Bare" Broadcast Just Shy of the Limit! (Канэдзё подсматривает. Неловкость на пределе!) «Канэдзё:-сан га Митэру!? Гэнкай Гиригири «Нама» Хо:со: !» (金城さんは見ている。 "ベア"放送だけで制限のシャイ！)                                           | 10 июня, 2010   |
| Кёко устраивает рождественскую вечеринку в собственном гигантском доме и приглашает множество людей. На празднике Ямада затаскивает Косуду в комнату Кёко, думая что это комната для гостей, где пытается заняться с ним сексом. Услышав приближение Кёко, обнаружившей их с помощью системы видеонаблюдения в доме, они прячутся в ближайшем шкафу и лишь случайное появление заблудившейся Мию Мияны позволяет им сбежать и не быть застигнутыми врасплох. | |                 |
| 12 | The World Revolves Around Us. Goodbye... B-Type H-Style (Земля вращается только для нас. Прощай... B-gata H-kei) «Бокура но Тамэ ни Сэкай ва Мавару. Саёнара... B Gata H Kei» (僕らのために世界は回る。さよなら... B型H系)                                                   | 17 июня, 2010   |
| 12 | The Angel Yamada! Farewell B-Type H-Style!! (Ямада - ангел! Прощай, B-gata H-kei) «Тэнси ни Натта Ямада! Сараба B Gata H Kei!!» (天使になった山田! さらばB型H系!!) | 17 июня, 2010   |
| Ямада и Косуда спрашивают у своих сестёр «как заняться сексом, чтобы не облажаться», после чего, встретившись, отправляются в отель, где снимают комнату для занятий любовью. Кажется, что всё идёт так, как планировалось. Однако после того, как девушка случайным образом активирует там механизм, вращающий кровать, Косуда ломает себе ногу и отправляется в больницу. Ямада, переодевшись в медсестру, пытается заняться сексом с Косудой в медицинском учреждении, однако из-за многочисленных посетителей ей это не удаётся. На празднование Нового года, когда семья юноши уехала за город, а юноша остался дома на реабилитацию, Ямада посещает Косуду и вместе с ним голой принимает ванную. Позднее перед храмом они загадывают желания. | |                 |